# Gouvernement Gruevski IV
Pour les articles homonymes, voir Gouvernement Gruevski.
République de Macédoine
Gruevski III Dimitriev I
Le gouvernement Gruevski IV (en macédonien : Четврта влада на Груевски) est le gouvernement de la république de Macédoine entre le 19 juin 2014 et le 19 janvier 2016, durant la huitième législature de l'Assemblée.

## Coalition et historique
Dirigé par le président du gouvernement libéral-conservateur sortant Nikola Gruevski, ce gouvernement est constitué et soutenu par une coalition de centre droit entre l'Organisation révolutionnaire macédonienne intérieure - Parti démocratique pour l'Unité nationale macédonienne (VMRO-DPMNE) et l'Union démocratique pour l'intégration (BDI/DUI). Ensemble, ils disposent de 80 députés sur 123, soit 65 % des sièges de l'Assemblée.
Il est formé à la suite des élections législatives anticipées du 27 avril 2014.
Il succède donc au gouvernement Gruevski III, constitué et soutenu par une coalition identique.
Au cours de son congrès extraordinaire du 1er mars 2014, la VMRO-DPMNE investit le président de la République Gjorge Ivanov pour l'élection présidentielle prévue au mois d'avril. La BDI/DUI demande officiellement à Gruevski de choisir un autre candidat, qu'elle-même pourrait soutenir, faute de quoi elle demandera la dissolution du Parlement. Rejetant la demande de son partenaire de coalition, le chef de l'exécutif apporte son soutien à la tenue d'un scrutin parlementaire anticipé. Celui-ci est convoqué le jour du second tour de l'élection présidentielle.
Alors qu'Ivanov est aisément réélu avec 55,3 % des voix, le parti du président du gouvernement totalise 43 % des voix et 61 députés. Il rate ainsi la majorité absolue à un siège près, mais décide de rétablir sa coopération avec le principal parti de la minorité albanaise, qui remporte 19 élus. Le cabinet est annoncé sept semaines après l'élection. C'est la première fois qu'une même personne constitue quatre gouvernements depuis l'indépendance de 1991.
Le 11 novembre 2015, un remaniement ministériel consécutif à un accord politique passé avec l'opposition voit l'entrée de deux ministres issus de l'Union social-démocrate de Macédoine (SDSM). En application de cet accord, Gruevski démissionne le 19 janvier 2016 au profit du secrétaire général de son parti, Emil Dimitriev, qui constitue un gouvernement transitoire jusqu'aux élections législatives anticipées, qui seront ensuite reportées par deux fois.

## Composition

### Initiale (19 juin 2014)
- Les nouveaux ministres sont indiqués en gras, ceux ayant changé d'attributions en italique.

| Portefeuille                                                               | Titulaire | Titulaire                  | Parti      |
| -------------------------------------------------------------------------- | --------- | -------------------------- | ---------- |
| Président du gouvernement                                                  |           | Nikola Gruevski            | VMRO-DPMNE |
| Vice-président du gouvernement Ministre des Finances                       |           | Zoran Stavreski            | VMRO-DPMNE |
| Vice-président du gouvernement Chargé de l'Application des accords d'Ohrid |           | Musa Xhaferi               | BDI/DUI    |
| Vice-président du gouvernement Chargé des Affaires économiques             |           | Vladimir Peshevski         | VMRO-DPMNE |
| Vice-président du gouvernement Chargé de l'Intégration européenne          |           | Fatmir Besimi              | BDI/DUI    |
| Ministre des Affaires étrangères                                           |           | Nikola Poposki             | VMRO-DPMNE |
| Ministre de la Défense                                                     |           | Zoran Jolevski             | VMRO-DPMNE |
| Ministre de l'Intérieur                                                    |           | Gordana Jankulovska        | VMRO-DPMNE |
| Ministre de la Justice                                                     |           | Adnan Jashari              | BDI/DUI    |
| Ministre des Transports et des Communications                              |           | Mile Janakieski            | VMRO-DPMNE |
| Ministre de l'Économie                                                     |           | Bekim Neziri               | BDI/DUI    |
| Ministre de l'Agriculture, des Forêts et des Eaux                          |           | Mihail Cvetkov             | VMRO-DPMNE |
| Ministre de la Santé                                                       |           | Nikola Todorov             | VMRO-DPMNE |
| Ministre de l'Éducation et de la Science                                   |           | Abdilaqim Ademi            | BDI/DUI    |
| Ministre de la Société de l'information et de l'Administration             |           | Ivo Ivanovski              | VMRO-DPMNE |
| Ministre des Affaires locales                                              |           | Lirim Shabani              | BDI/DUI    |
| Ministre de la Culture                                                     |           | Elizabeta Kačevska Mileska | VMRO-DPMNE |
| Ministre du Travail et de la Politique sociale                             |           | Dime Spassov               | VMRO-DPMNE |
| Ministre de l'Environnement et de l'Aménagement du territoire              |           | Nurhan Izairi              | BDI/DUI    |

### Remaniement du13 mai 2015
- Les nouveaux ministres sont indiqués en gras, ceux ayant changé d'attributions en italique.

| Portefeuille                                                               | Titulaire | Titulaire                  | Parti      |
| -------------------------------------------------------------------------- | --------- | -------------------------- | ---------- |
| Président du gouvernement                                                  |           | Nikola Gruevski            | VMRO-DPMNE |
| Vice-président du gouvernement Ministre des Finances                       |           | Zoran Stavreski            | VMRO-DPMNE |
| Vice-président du gouvernement Chargé de l'Application des accords d'Ohrid |           | Musa Xhaferi               | BDI/DUI    |
| Vice-président du gouvernement Chargé des Affaires économiques             |           | Vladimir Peshevski         | VMRO-DPMNE |
| Vice-président du gouvernement Chargé de l'Intégration européenne          |           | Fatmir Besimi              | BDI/DUI    |
| Ministre des Affaires étrangères                                           |           | Nikola Poposki             | VMRO-DPMNE |
| Ministre de la Défense                                                     |           | Zoran Jolevski             | VMRO-DPMNE |
| Ministre de l'Intérieur                                                    |           | Mitko Čavkov               | VMRO-DPMNE |
| Ministre de la Justice                                                     |           | Adnan Jashari              | BDI/DUI    |
| Ministre des Transports et des Communications                              |           | Vlado Missajlovski         | VMRO-DPMNE |
| Ministre de l'Économie                                                     |           | Bekim Neziri               | BDI/DUI    |
| Ministre de l'Agriculture, des Forêts et des Eaux                          |           | Mihail Cvetkov             | VMRO-DPMNE |
| Ministre de la Santé                                                       |           | Nikola Todorov             | VMRO-DPMNE |
| Ministre de l'Éducation et de la Science                                   |           | Abdilaqim Ademi            | BDI/DUI    |
| Ministre de la Société de l'information et de l'Administration             |           | Ivo Ivanovski              | VMRO-DPMNE |
| Ministre des Affaires locales                                              |           | Lirim Shabani              | BDI/DUI    |
| Ministre de la Culture                                                     |           | Elizabeta Kačevska Mileska | VMRO-DPMNE |
| Ministre du Travail et de la Politique sociale                             |           | Dime Spassov               | VMRO-DPMNE |
| Ministre de l'Environnement et de l'Aménagement du territoire              |           | Nurhan Izairi              | BDI/DUI    |

### Remaniement du11 novembre 2015
- Les nouveaux ministres sont indiqués en gras, ceux ayant changé d'attributions en italique.

| Portefeuille                                                               | Titulaire | Titulaire                  | Parti      |
| -------------------------------------------------------------------------- | --------- | -------------------------- | ---------- |
| Président du gouvernement                                                  |           | Nikola Gruevski            | VMRO-DPMNE |
| Vice-président du gouvernement Ministre des Finances                       |           | Zoran Stavreski            | VMRO-DPMNE |
| Vice-président du gouvernement Chargé de l'Application des accords d'Ohrid |           | Musa Xhaferi               | BDI/DUI    |
| Vice-président du gouvernement Chargé des Affaires économiques             |           | Vladimir Peshevski         | VMRO-DPMNE |
| Vice-président du gouvernement Chargé de l'Intégration européenne          |           | Fatmir Besimi              | BDI/DUI    |
| Ministre des Affaires étrangères                                           |           | Nikola Poposki             | VMRO-DPMNE |
| Ministre de la Défense                                                     |           | Zoran Jolevski             | VMRO-DPMNE |
| Ministre de l'Intérieur                                                    |           | Oliver Spasovski           | SDSM       |
| Ministre de la Justice                                                     |           | Adnan Jashari              | BDI/DUI    |
| Ministre des Transports et des Communications                              |           | Vlado Missajlovski         | VMRO-DPMNE |
| Ministre de l'Économie                                                     |           | Bekim Neziri               | BDI/DUI    |
| Ministre de l'Agriculture, des Forêts et des Eaux                          |           | Mihail Cvetkov             | VMRO-DPMNE |
| Ministre de la Santé                                                       |           | Nikola Todorov             | VMRO-DPMNE |
| Ministre de l'Éducation et de la Science                                   |           | Abdilaqim Ademi            | BDI/DUI    |
| Ministre de la Société de l'information et de l'Administration             |           | Marta Tomovska-Arsovska    | VMRO-DPMNE |
| Ministre des Affaires locales                                              |           | Lirim Shabani              | BDI/DUI    |
| Ministre de la Culture                                                     |           | Elizabeta Kačevska Mileska | VMRO-DPMNE |
| Ministre du Travail et de la Politique sociale                             |           | Frosina Remenski           | SDSM       |
| Ministre de l'Environnement et de l'Aménagement du territoire              |           | Nurhan Izairi              | BDI/DUI    |